# 남원월락초등학교
남원월락초등학교는 대한민국 전북특별자치도 남원시에 있는 공립 초등학교이다.

## 학교 연혁
- 1946년 9월 1일 왕치국민학교 월락분교장 인가
- 1950년 7월 10일 월락국민학교로 개교
- 1968년 9월 25일 남원동국민학교로 개명
- 1996년 3월 1일 남원동초등학교로 개명
- 1997년 3월 1일 성동초등학교 통폐합
- 1999년 3월 1일 남원월락초등학교로 개명
- 2010년 2월 19일 그린스쿨 및 체육관 완공
- 2020년 9월 1일 제24대 강병도 교장 부임
- 2021년 2월 10일 제70회 졸업(졸업생 118명, 누계 3,594명)
- 2021년 3월 1일 26학급(개별 1학급 포함) 편성, 유치원 3학급

## 학교 상징
- 교화 - 개나리
  - 물푸레나무과, 갈잎떨기나무
  - 봄에 잎보다 먼저 노란 종모양의 꽃이 암수딴그루로 핀다. 노란 개나리꽃은 우리 월락 어린이들의 해맑은 미소를 닮았어요.
- 교목 - 느티나무
  - 느릅나무과, 갈잎큰키나무
  - 마을 부근의 산기슭이나 평지에 자란다. 나무 껍질은 오래 되면 비늘처럼 떨어지고 잎은 타원형으로 어긋난다. 마을 중심부에 우뚝 서서 마을을 지키는 느티나무의 기상을 우리 월락의 어린이들도 이어받기로 해요.

## 참고 자료
- 남원월락초등학교 - 한국교육학술정보원 학교알리미